# Stoke Gabriel
Stoke Gabriel – wieś w Anglii, w hrabstwie Devon, w dystrykcie South Hams. Leży 37 km na południe od miasta Exeter i 276 km na południowy zachód od Londynu. Miejscowość liczy 1205 mieszkańców.